# Хендерсон, Анна
Анна Луиза Хендерсон (англ. Anna Henderson; род. 14 ноября 1998, Хемел-Хемпстед, Восточная Англия) — британская профессиональная велогонщица, выступающая за женскую континентальную команду UCI Visma-Lease a Bike. Завоевала серебряную медаль в индивидуальной гонке на время на летних Олимпийских играх 2024 года.

## Биография
Хендерсон родилась в Хемел-Хемпстеде, графство Хартфордшир, в 1998 году, выросла в Эдлсборо в Бакингемшире. Окончила среднюю школу Эйлсбери. В детстве мечтала завоевать олимпийскую медаль на зимних Олимпийских играх. После размышлений о том, что ей не удалось добиться успеха на международных соревнованиях по лыжам, переключила интерес на велоспорт. Она приняла это решение, когда в возрасте пятнадцати лет сломала ногу, и велоспорт был прописан ей как средство для восстановления. В результате велоспорт стал её основным занятием.
В 2018 году участвовала в групповой гонке на Чемпионате мира по шоссейному велоспорту. В 2018 году Хендерсон выиграла британский национальный чемпионат по кольцевым гонкам, а в 2019 году стала чемпионкой Великобритании в индивидуальной гонке до 23 лет.
В сентябре 2023 года выступала в Нидерландах на чемпионате Европы по шоссейному велоспорту. На нём она стала второй в индивидуальной гонке, уступив только швейцарке Марлен Ройссер, и восьмой в групповой гонке.
Хендерсон прошла квалификацию на Олимпийских играх 2024 года в индивидуальной гонке с раздельным стартом, и британская пресса называла её потенциальным призёром. Они ссылались на её британские титулы и успех в завоевании серебра на чемпионате Европы в предыдущем году и четвертого места в Глазго на чемпионате мира. На летних Олимпийских играх 2024 года она завоевала серебряную медаль в индивидуальной гонке с раздельным стартом, уступив австралийке Грейс Браун на очень мокрых парижских дорогах.

## Рейтинги
| Год                 | 2018  | 2019  | 2020  | 2021 | 2022 | 2023 | 2024 |
| ------------------- | ----- | ----- | ----- | ---- | ---- | ---- | ---- |
| Мировой рейтинг UCI | 715-й | 108-й | 315-й | 44-й | 86-й | 25-й | 37-й |
| Мировой тур UCI     | -     | 205-й | 89-й  | 59-й | 68-й | 32-й | 37-й |
|                     |       |       |       |      |      |      |      |
| Источник: UCI       |       |       |       |      |      |      |      |